# Ole Ernst
Pour les articles homonymes, voir Ernst.
Ole Ernst est un acteur danois né le 16 mai 1940 à Copenhague et mort le 1er septembre 2013.

## Filmographie partielle
- 1973 : Flugten de Hans Kristensen
- 1983 : Der er et yndigt land de Morten Arnfred
- 1984 : Le Secret de Moby Dick de Jannik Hastrup (voix)
- 1987 : Epidemic de Lars von Trier
- 1993 : Sort høst d'Anders Refn
- 1999 : Possessed d'Anders Rønnow Klarlund
- 2001 : Grev Axel de Søren Fauli
- 2002 : Okay de Jesper W. Nielsen
- 2003 : Rembrandt de Jannik Johansen